# Poa maia
Poa maia är en gräsart som beskrevs av Elizabeth Edgar. Poa maia ingår i släktet gröen, och familjen gräs. Inga underarter finns listade i Catalogue of Life.